# DAMAC Heights
DAMAC Residenze (früherer Projektname DAMAC Heights oder auch Ocean Heights 2) ist ein Wolkenkratzer in Dubai (Vereinigte Arabische Emirate).
Das schlanke, nach oben hin in Gestalt eines Säbels leicht gekrümmte Gebäude, dessen obere Hälfte sich mit zunehmender Höhe verschmälert, soll nach seiner Vollendung eine Höhe von 335 Metern bei 85 Stockwerken erreichen – ursprünglich war eine Höhe von 420 Metern angesetzt. Das schlank aufsteigende Gebäude soll vollständig als Wohnturm fungieren. 85 Etagen bieten dabei eine Gesamtfläche von 114.000 Quadratmetern. Weitere fünf Geschosse sind unterirdisch geplant, vorwiegend für technische Einrichtungen. Das Bauwerk wurde vom britischen Architekturbüro Aedas entworfen. Die Fertigstellung erfolgte erst im Jahr 2018.
Im Juni 2011 wurden erste Betonierungen am Fundament vorgenommen. Nachdem erste Fundamentarbeiten begonnen wurden, mussten diese im Dezember 2011 unterbrochen werden, da Meerwasser von der Dubai Marina die Baugrube nach einem Dammbruch flutete. Nachdem die undichte Stelle geschlossen werden konnte, wurde das Wasser abgepumpt. Ein ähnlicher Vorfall ereignete sich im Jahr 2007 beim Bau des Cayan Tower. Im Februar 2013 änderte man den Namen des Gebäudes auf DAMAC Heights zeitgleich mit der Verringerung der geplanten Fertigstellungshöhe.
Im unteren Bereich ist das Gebäude in einer Stahlbetonkonstruktion gefertigt, während der obere Gebäudeteil in Stahlbauweise ausgeführt ist.